# Вяда
Вяда, или веда, — древнее племя, упоминаемое в нескольких письменных источниках первой половины XIII века.
А. В. Соловьёв предположил, что написание «веда» вместо «вяда» возникло из характерной для сербо-хорватского языка замены русского «я» на «е». 

Что «Veda» и «wedin» значит «Вяда» и «вядин», это несомненно. Венгерец Юлиан, вероятно знавший сербо-хорватский язык, привык заменять русское «я» через сербо-хорватское «е» (ср. ряд/ред, сядь/седи, лядина/ледина и др., из малого юса). Поэтому известный в 1340-х годах, «староста Руской земли» во Львове Димитрий Дядько называется в венгерских грамотах Demetrius Dethko. Русские, наверное, говорили: Вяда/вядин, как Мордва/мордвин, Литва/литвин. Прибыв в Суздальскую землю, Юлиан услышал эту форму единственного числа и поставил её наряду с собирательной «Veda».— Соловьёв А. В. Заметки к «Слову о погибели Рускыя земли» // Труды Отдела древнерусской литературы. Т. XV. — М.; Л.: Изд-во Академии наук СССР, 1958. — С. 103.

## История
Согласно литературному произведению «Слово о погибели Русской земли», датируемому XIII веком, сохранившемуся в отрывках и известному из списков XV—XVI веков, при Владимире Мономахе вяда наряду с буртасами, черемисами и мордвой платила Руси дань диким мёдом.

Буртаси, черемиси, вяда и моръдва бортьничаху на князя великого Володимера.— Слово о погибели Русской земли. Подготовка текста, перевод и комментарии Л. А. Дмитриева.
В 1236 году «в землю сарацинов (то есть язычников), называемую Вяда» в город Бунда (Bundam, Bundaz), прибыли венгерские монахи Юлиан и Герард. Осенью 1237 года, находясь во Владимире, Юлиан узнал, что вяда вместе с другими народами Поволжья подверглась монгольскому нашествию.
Пензенский учёный-археолог Г. Н. Белорыбкин предположил, что известные из средневековых источников города Бунда и Буртас могут быть отождествлены с исследованным им Золотарёвским городищем.

Есть у меня одно предположение, — говорит профессор Геннадий Белорыбкин, историк, благодаря которому о Золотарёвском городище узнал весь мир. В XIII веке здесь побывал венгерский монах-доминиканец Юлиан. Он искал в Поволжье прародину венгров. Монах описывал, что долго шёл по степи, добрался до города Бунда, где его приютил местный правитель. Это и могло быть наше городище. В других источниках его называют город Буртас.— Крайний А. Пять загадок Золотаревского городища
По мнению А. В. Соловьёва «земля Вяда» находилась на правом берегу Волги, к юго-западу от Великого Булгара, на пути оттуда на Кавказ, в нынешних Пензенской или Саратовской областях.

Оттуда после 37 дней пути по степям монахи пришли «в землю сарацинов (то есть язычников), называемую Вяда» (in terram Saracenorum, quae vocatur Veda), в дождь и холод, в город Бунда (Bundam, Bundaz). Князь города встретил их любезно и обещал креститься. Здесь они похоронили брата Герарда и отправились в Великую Булгарию, в это могущественное и великое государство с богатыми городами. Итак, «земля Вяда» находилась на правом берегу Волги, к юго-западу от Великого Булгара, на пути оттуда на Кавказ, в нынешних Пензенской или Саратовской областях, что совпадает с указанием М. Н. Тихомирова. Позднее, находясь во Владимире, Юлиан узнал, что татары разорили уже «quinque regna paganorum Sasciam, Bulgariam, Wedin et Meroviam Poydoviam, Mordanorum regnum». Итак, по представлению фра Юлиана, Булгария, Вяда, Мурома и Мордва — это ряд соседних языческих земель, примитивных государств.— Соловьёв А. В. Заметки к «Слову о погибели Рускыя земли» // Труды Отдела древнерусской литературы. Т. XV. — М.; Л.: Изд-во Академии наук СССР, 1958. — С. 103.
В «Известиях венгерских миссионеров XIII—XIV вв. о татарах и восточной Европе» в переводе С. А. Аннинского вместо Вяда написано Вела.

…Юлиан и Герард, вероятно, не ранее 20 марта 1236 г. пошли дальше к северу, 37 дней голодали в пустыне, имея с собой лишь пятидневный запас хлеба, и едва живые добрались наконец до страны Vela. (По предположению L. Bendefy — на р. Уил, посередине между реками Уралом и Эмбой) Там, в городе Бунда жили подаянием…— Известия венгерских миссионеров XIII—XIV вв. о татарах и восточной Европе. Пер. С. А. Аннинского // Исторический архив, Том III. М.-Л., 1940. — С. 74.]

Пройдя пустыню без всякой дороги и тропы, на 37 день пришли они в страну сарацинов, что зовется Вела, в город Бунда (См. выше стр. 73.). Там они никак ни у кого не могли получить пристанище, а пришлось остаться в поле на дожде и холоде. Сказанный («Сказанный» — dictus. Во всех рукописях, однако, не dictus, а считаемое ошибочным diebus, что значило бы: «днями», «днём».) брат, который был здоров, просил милостыню по городу для себя и для больного брата, и питьём и иным, что мог найти, особенно у государя города, который, узнав, что он христианин, охотно подавал ему милостыню, так как и государь и народ той области открыто говорят, что вскоре им предстоит сделаться христианами и подчиниться римской церкви.— Известия венгерских миссионеров XIII—XIV вв. о татарах и восточной Европе. Пер. С. А. Аннинского // Исторический архив, Том III. М.-Л., 1940. — С. 81.

## Этническая принадлежность и потомки

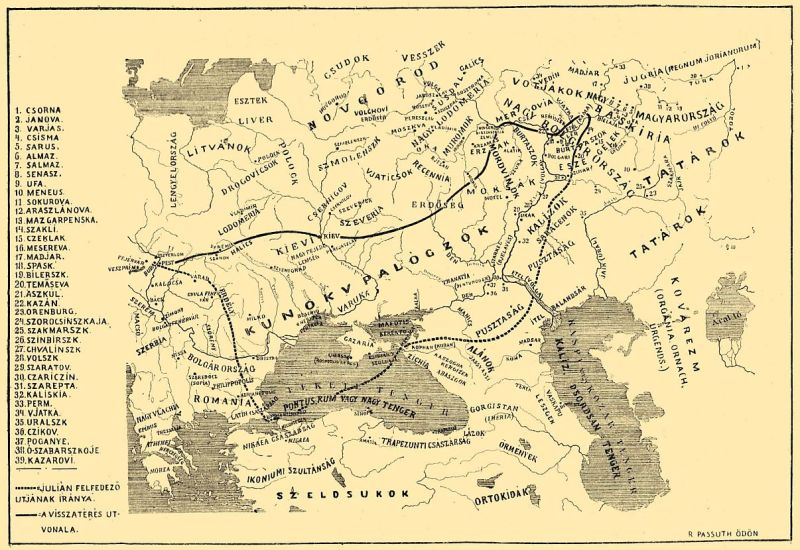
Карта маршрута Юлиана (Из «Истории венгерской нации» 1896 г.). Этноним «Vedin» локализован на р. Вятка

Некоторыми комментаторами ошибочно связывалась с этнонимами водь, вотяки, с топонимом Вятка. Бо́льшее распространение получило мнение, считающее вяду одним из племён мордвы.
Потомками вяды, возможно, была «ватцкая мордва» упоминание о которой находит М. Н. Тихомиров в издании архивных документов, подготовленном С. А. Шумаковым.

Но кто это «вяда» или «черемиса вяда»? Ответ на этот вопрос находим, по-видимому, в документе XVI в., где упоминается «Ватцкая мордва», жившая по р. Пьяне. Следовательно, это одно из племён, которое автор «Слова» отожествляет с черемисами или мордвой.— Тихомиров М. Н. Где и когда было написано «Слово о погибели Русской земли». // Труды Отдела древнерусской литературы. Т. VIII. — М.; Л.: Изд-во Академии наук СССР, 1951. — С. 238.

А преж сего ту реку Пьяну бобры били ватцкая мордва Сюдесь Алекин да кемарьскіе мордвы Кирдюш Сыресев с товарыщи на веру на государя, а рыбу и лебеди ловили на себя безоброчно.— Шумаков С. А. Сотницы (1537—1597 гг.), грамоты и выписи (1561—1696 гг.) / Издание Императорского общества истории и древностей российских при Московском университете. — М.: Университетская типография, 1902. — С. 74.
Но это очевидное заблуждение. «Ватцкая мордва» называлась так от крупного села Вад, и притока Пьяны реки Вадок и его притока Ватьмы.

## Этимология названия
М. Фасмер считал, что «Вяда» первоначально могло быть названием реки, восходящим к финно-угорскому гидрониму Vento < фин. vento «медленный, спокойный, глубокий».

Вя́тка

Ближайшая этимология: — название города и реки, правого притока Камы, отсюда коми Vjatka, Jatka — местн. н.; см. Вихм. — Уотила 342. До XVIII в. город назывался Хлыновъ (см. Вс. Миллер, Этногр. Обозр. 32, 169). Эта область была колонизована новгородцами только в 1374 г. (см. Верещагин, FUFAnz. 8, 39). Данное название не имеет ничего общего с вятичами (вопреки Будде), потому что последние никогда не проникали на север; ср. Вс. Миллер, там же; Соболевский, РФВ 55, 80 и сл.; 69, 497; по мнению Соболевского, Вятка образовано от этнонима Вяда (в так наз. «Слове о погибели Русск. земли» — Гудзий, Хрест. 147) на верхней Вятке, который ошибочно связывался с названием удмуртов — вотяки (неверно Гудзий, Хрест., там же, и Вс. Миллер, там же); см. вотя́ки, воть. Ненадежно отождествление Вяда с названием Veda у венг. доминиканского миссионера Юлиана, вопреки Бромбергу (FUFAnz. 26, 68). Название Вяда могло быть первонач. названием реки и восходить к фин.-угор. гидрониму Vento < фин. vento «медленный, спокойный, глубокий», о котором см. Мягисте, ASSES 2, 79 и сл. (русск. названия не приводит).— Этимологический словарь Фасмера. Буква В – Г
По А. П. Афанасьеву этимология племенного названия вятичи и гидронима Вятка связана с финно-угорскими словами веда, ветке, которые в свою очередь выводятся из допермского слова *wete — «вода», «река».

В исторической литературе проводились параллели между племенным названием вятичи и гидронимом Вятка. Этноним веда, ветке легко выводится из финно-угорских языков; сравни допермское слово Wete — «вода», «река». То есть вити, видки, ветке — «поречане», "люди, живущие на берегах больших рек; так, по-видимому, называли древние мордовские племена всех жителей, которые располагались <…> по берегам рек Оки и Волги, независимо от их языковой принадлежности.

…А в Волго-Окское междуречье на смену финоязычным племенам приходят славяне, за которыми закрепляется имя от предшественников вете — вятичи.— Афанасьев, А. П. Пермь, саран и одо (воть, ветьке, вяда, вятичи) [Текст] / А. П. Афанасьев // Этнические топонимы. — М., 1987. — С. 104—115

## Вяда и чуваши
В словарях мордовских языков зафиксирован эрзянский экзоэтноним чувашей «ветьке», происхождение которого Н. Ф. Мокшин связывает с основой гидронимов на вет- — от мордовского ведь или марийского вӱд вода
Журналист И. Д. Биккинин утверждает, что эрзяне чувашей называют «ветькеть», по-эрзянски ведь — вода, кедь — кожа.

Например, эрзяне чувашей называют «ветькеть» (по-эрзянски «ведь» — вода, «кедь» — кожа, получается что-то вроде «водянистой кожи»), русских — «якстере кель» (красный язык) и «цика», евреев — «пазонь чави» (богоубийцы). Эрзяне татар называют не только «печкезь», но и «кельме пря» (холодная голова). У мокшан для чувашей нет специального имени, для русских есть — «якстерь кяль» (красный язык), для евреев — «шкаень шави» (богоубийцы).— Биккинин И. Карфаген должен быть разрушен? Оболгание татар продолжается. // Татарская газета. — 1998. — 25 дек. — № 13.
Татарский филолог М. З. Закиев, чьи идейно-теоретические концепции на исторические темы историк И. Л. Измайлов относит к фолк-хистори, обратившись к эрз. «ветьке», предположил, что некогда территорию современной Чувашии населял финно-угроязычный народ веда, который сменил свой этноним и язык под влиянием обычнотюркоязычных суасов.

Чуваши — потомки прежних финно-угроязычных вед; они формировались в процессе тесного общения и консолидации вед с обычнотюркоязычными суасами, в результате смешения финно-угорского и тюркского языков, перевес оказался на стороне тюркского строя, бывшим ведам закрепился и тюркский этноним суаc > чуваш.
Не вошедшая в состав чувашей часть тюркоязычных суасов принимала участие в образовании татар.— Закиев М. З. История татарского народа (Этнические корни, формирование и развитие). / Закиев М. З. — М.: ИНСАН, 2008. — С. 32.
В книге «Волжские булгары и их потомки», написанной им в соавторстве с Я. Ф. Кузьмин-Юманади в 1993 г., М. З. Закиев предполагал, что в этногенезе чувашей участвовали некие суасы, некий народ, говоривший на монголо-тюркском смешанном языке и марийцы. В результате образовался чувашский этнос с новым языком, выбравший себе в качестве самоназвания финно-угорское слово, означавшее «река», «вода».

Вторая часть суасов ещё задолго до формирования булгарской народности перемешалась с ранними предками чувашей, говоривших на особом монголо-тюркском смешанном языке (возможно, с хазарскими кабарами), а также и с частью марийцев. В результате этого образовался новый этнос, отличающийся по языку от ранних предков чувашей, от суасов и от марийцев. Ясно, что это произошло в глубокой древности, ибо смешение языков (то есть образование третьего языка из двух) возможно лишь до возникновения классового общества, то есть до формирования народности. В классовом обществе смешение языков уже невозможно, возможна только ассимиляция. Образовавшееся из трёх разноязычных племён новое племенное объединение соседние марийцы стали называть суасламари, то есть людьми, мужчинами (по-суасски, мари — мужчина, человек), может быть и марийцами по-суасски. Этот этноним, как мы уже знаем, марийцами применяется и в наши дни для обозначения чувашей. Такое происхождение чувашей подтверждается ещё и тем, что в начальном этапе смешения марийская часть суасламари, подражая суасской части, именовавшей себя речными асами, начала называть себя также речными, применяя для этого угро-финское слово ведь (веде) ’река, вода’. Этноним веда долго служил одним из самоназваний предков современных чувашей. Ссылаясь на неопровержимые доказательства, академик М. Н. Тихомиров историю чувашей убедительно связывает с ведами. Основываясь на этом и других исторических фактах, а также на материалах современной этнографо-лингвистической экспедиции, мордовский учёный Н. Ф. Мокшин приходит к выводу: «Наиболее правильным представляется мнение М. Н. Тихомирова, указавшего на тождество чувашей с ведой, последняя упоминается, в частности, в „Слове о погибели русской земли“ наряду с буртасами, черемисами и мордвой: „Буртаси, черемиси, веда и мордва бортьничаху на князя великого Володимира“. Важное доказательство того, что чуваши в средние века действительно были известны на Руси под именем веда, — это бытование данного этнонима у мордвы, причем мордва называют так чувашей вплоть до настоящего времени».— Закиев М. З., Кузьмин-Юманади Я. Ф. Волжские булгары и их потомки. — М.: ИНСАН, Российский фонд культуры, 1993. — С. 87.
Отличия чувашского языка от собственно тюркских языков М. З. Закиев объясняет влиянием монгольского и финно-угорского языков.

Чуваши (сильное монгольское и финно-угорское влияние отдалило этот язык от обычнотюркского)— Закиев М. З. История татарского народа (Этнические корни, формирование и развитие). / Закиев М. З. — М.: ИНСАН, 2008. — С. 32.

Между тем, объективная история связывает этнические корни чувашей с ведами, которые говорили на финно-угорском языке марийского типа. По-видимому, ещё в древности их язык испытывал очень сильное влияние монгольского языка. Веды в Поволжье очень тесно общались с обычнотюркоязычными суасами, под влиянием этого языка финно-угорский язык народа веда постепенно принимал особенности суасского языка, принял от них новый этноним суас/сувас/чувас/чуваш.— Закиев М. З. История татарского народа (Этнические корни, формирование и развитие). / Закиев М. З. — М.: ИНСАН, 2008. — С. 94.
Значимость своих идейно-теоретические концепций на исторические темы филолог М. З. Закиев объясняет необходимостью защиты национальных интересов татарского народа в вопросах основания г. Казани и исконной принадлежности земель современного Татарстана.

Татаро-татарская концепция ничего общего не имеет также с национальными интересами народа, ждущего от историков и этнологов правдивого описания его этногенетических корней. Приняв эту концепцию, мы оказались бы в ложном положении и в праздновании 1000-летия Казани. В этом случае нам пришлось бы утверждать, будто город Казань был основан в булгарский период чувашеязычными булгарами, а не предками татар.— Закиев М. З. История татарского народа (Этнические корни, формирование и развитие). / Закиев М. З. — М.: ИНСАН, 2008. — С. 113.

Чувашские булгаристы отрицают право своих татарских соперников именоваться булгарами, так как видят в них потомков только пришлых монголо-татар, узурпировавших местных булгаро-чувашей и захвативших их исконные земли.— Закиев М. З. История татарского народа (Этнические корни, формирование и развитие). / Закиев М. З. — М.: ИНСАН, 2008. — С. 331.
Чувашский филолог Н. И. Егоров, в отличие от М. З. Закиева, предполагает, что вяда было не самоназванием, а мордовским экзоэтнонимом чувашей, под которым последние якобы были известны уже в XIII в.

Автор «Слова» упоминает вяда между черемисами и мордвой. Поэтому под вядой следует разуметь чувашей, ибо мордва до сих пор называет их ветьке.

Это название отразилось на карте Московского государства начала XVII в., составленной голландским путешественником Исааком Масса. В. Н. Татищев писал, что «мордва чюваш… называют ветке» (Татищев, 1963, II, 201). Участник Академической экспедиции 1768—1774 гг. И. Г. Георги констатировал, что чувашей называет видками, а черемисы курке марами. В мордовском фольклоре Чувашия именуется Ветькень мастор — «Чувашская земля». Следовательно, чуваши под мордовским названием вяда впервые упомянуты в первой половине XIII в.— Егоров Н. И. Примечания. // Хрестоматия по культуре Чувашского края: дореволюционный период. — Чебоксары: Чуваш. кн. изд-во, 2001. — С. 136—137.
Гипотезу М. З. Закиева развили ижевские финно-угроведы В. В. Напольских и В. С. Чураков. По их мнению веда была родственной марийцам, проживала на правобережье Волги, включая территорию сегодняшней Чувашии, и приняла участие в этногенезе чувашей наравне с мордвой, буртасами и другими финно-угорскими и тюркскими группами населения Волжской Булгарии.

Правобережье же Волги, междуречье Волги и Суры, территория сегодняшней Чувашии было по всей вероятности заселено близким марийцам населением (это следует из очевидных параллелей в традиционной культуре и антропологическом типе марийцев и чувашей, многочисленных следов языковых связей — причём как лексических, так и системного структурного сходства фонетической системы обоих языков и параллелей в морфологии и синтаксисе), к которому по крайней мере с начала XIII в. применялось мордовское название veďén (в современных мордовских языках — название чувашей), зафиксированное в форме Веда в «Слове о погибели Русской земли» [Бегунов 1965 : 150] и Wedin в письме венгра Юлиана (см. ниже). На этих территориях, представлявших интерес для развития интенсивного земледелия, достаточно рано, уже с XI—XII вв. установилось прочное булгарское влияние и шла, по-видимому, постепенная ассимиляция местного населения, достаточно рано и органично интегрированного в социальную систему булгарского государства. Помимо родственного марийцам этноязыкового компонента, Веда~Wedin в этом процессе могли принимать участие мордовские группы на западе, буртасы на юге региона (на сегодняшний день не представляется возможным установить этноязыковую принадлежность этого народа, хотя гипотеза о его аланском происхождении выглядит наиболее предпочтительно) и другие финно-угорские и тюркские группы населения Волжской Булгарии.— Напольских В. В., Чураков В. С. Финно-угорские народы Среднего Поволжья и Предуралья к началу XIII в. // История татар с древнейших времен в 7 томах. Том III. Улус Джучи (Золотая Орда). XIII — середина XV в. — Казань: Институт истории АН РТ, 2009.